# کدیور (الیگودرز)
کدیور یک روستا در ایران است که در دهستان زز شرقی شهرستان الیگودرز واقع شده‌است. کدیور ۱۳۱ نفر جمعیت دارد.